# Longin Jurkiewicz

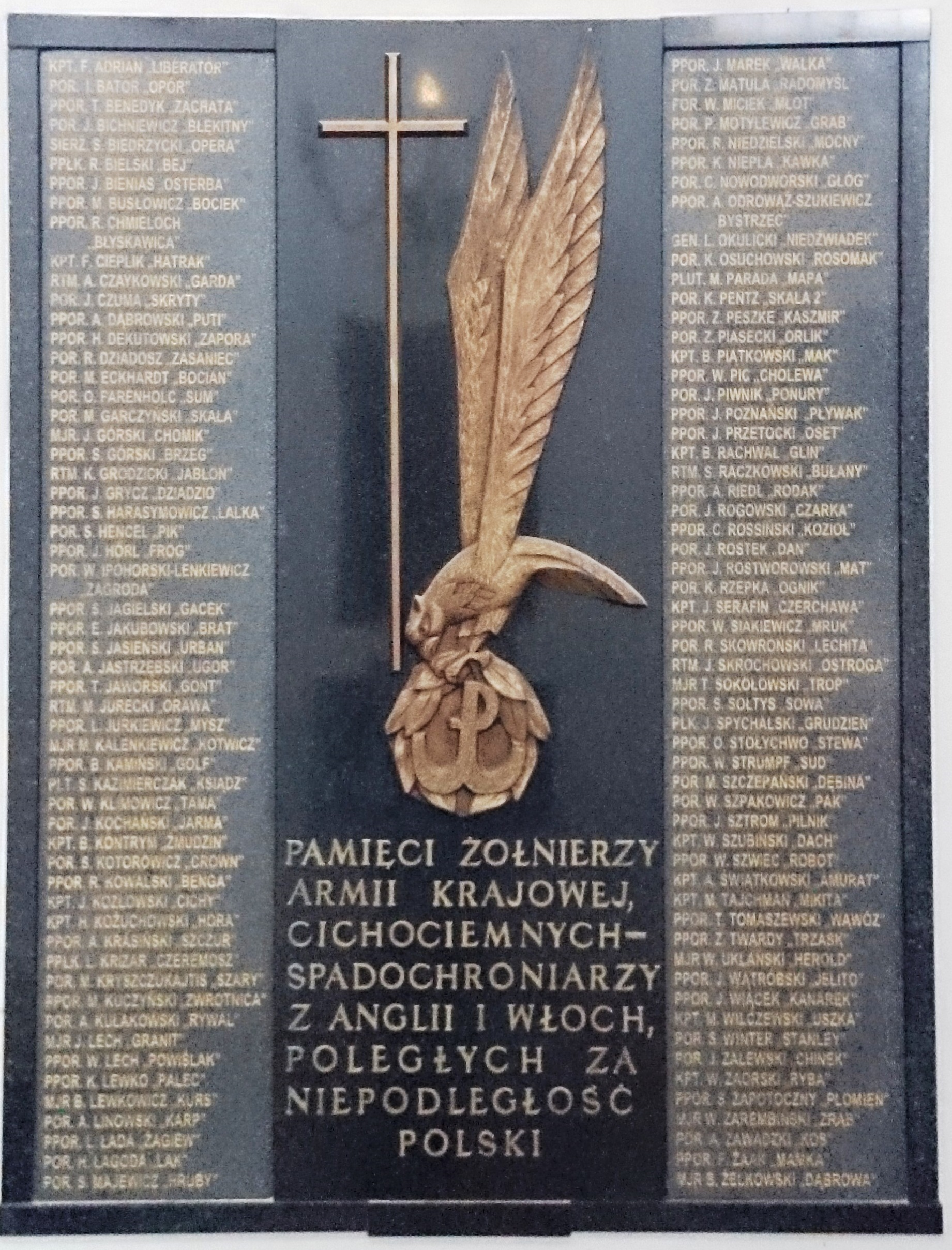
Tablica w kościele św. Jacka w Warszawie, upamiętniająca poległych cichociemnych, w tym Longina Jurkiewicza

Longin Romuald Jurkiewicz ps. Mysz, Soból (ur. 10 stycznia 1920 we Lwowie, zm. w listopadzie 1943 w Wilnie) – podporucznik piechoty Polskich Sił Zbrojnych na Zachodzie i Armii Krajowej, cichociemny.

## Życiorys
Longin Jurkiewicz był najstarszym dzieckiem Józefa (piekarza) i Marii z Boreckich. Miał sześcioro rodzeństwa. Prawie cała jego rodzina została wywieziona w 1940 roku do Kazachstanu. Był bratankiem Stanisława Jurkiewicza, ministra pracy i opieki społecznej w II Rzeczypospolitej. Uczył się do 1935 roku w Państwowym Gimnazjum Koedukacyjnym im. Króla Jana Sobieskiego w Złoczowie, a następnie w Państwowym Gimnazjum im. Stanisława Staszica w Warszawie, gdzie zdał maturę w 1938 roku. Przed wojną ukończył 1. rok studiów na SGH w Warszawie.

## II wojna światowa
We wrześniu 1939 roku nie został zmobilizowany. 16 września przekroczył (wraz ze stryjem Stanisławem Jurkiewiczem) granicę polsko-rumuńską. W grudniu 1939 roku dotarł do Francji, gdzie został skierowany na kurs łączności w Camp de Coëtquidan.
Następnie służył w Samodzielnej Brygadzie Strzelców Podhalańskich jako radiotelegrafista przydzielony do 1 kompanii 2 batalionu strzelców podhalańskich 1 półbrygady. Po bitwie o Narwik został odznaczony swoim pierwszym Krzyżem Walecznych. Od czerwca 1940 roku walczył w 1 batalionie strzelców podhalańskich 1 Brygady Strzelców. Jednocześnie uczył się w Szkole Podchorążych.

## Cichociemny
Zgłosił się do służby w kraju. Po przeszkoleniu w wywiadzie (w polskiej szkole wywiadu pod kamuflażem OKDAW, Oficerskiego Kursu Doskonalącego Administracji Wojskowej) został zaprzysiężony 29 grudnia 1942 roku w Audley End. Zrzucony do okupowanej Polski w nocy z 13 na 14 marca 1943 roku w operacji lotniczej „Brick”, z samolotu Halifax DT-627 „P” (138 Dywizjon RAF). W ekipie nr XXIV razem z nim skoczyli cichociemni: mjr. Franciszek Koprowski ps. Dąb, ppor. Wojciech Lipiński ps. Lawina, ppor. Janusz Messing ps. Bekas.
Po skoku otrzymał przydział do wywiadu ofensywnego Oddziału II (Informacyjno-Wywiadowczego) Komendy Głównej AK jako oficer techniczny (ze specjalnością m.in. mikrofotografii oraz radiotelegrafii) ośrodka wywiadowczego referatu „Wschód” o kryptonimie  „3 CW” (po zmianie kryptonimu „53 KK”) którego obszar działania obejmował Wileńszczyzna, Łotwę, Litwę i Białoruś.
Został aresztowany przez Gestapo w listopadzie 1943 roku przy ul. Subocz w Wilnie i zakatowany na śmierć w wileńskiej siedzibie Gestapo przy ul. Ofiarnej, nikogo nie wydawszy.

## Awanse
- kapral – 10 lipca 1940 roku
- podchorąży – 25 stycznia 1941 roku
- podporucznik – ze starszeństwem od 13 marca 1943 roku.

## Odznaczenia
- Krzyż Walecznych – czterokrotnie, pierwszy 9 grudnia 1940 roku za bohaterstwo w czasie bitwy o Narwik.

## Upamiętnienie
W lewej nawie kościoła św. Jacka przy ul. Freta w Warszawie odsłonięto w 1980 roku tablicę Pamięci żołnierzy Armii Krajowej, cichociemnych – spadochroniarzy z Anglii i Włoch, poległych za niepodległość Polski. Wśród wymienionych 110 poległych cichociemnych jest Longin Jurkiewicz.